# Jungle
En jungle er en tæt tropisk skovtype, som især forekommer ved ækvator og i tropiske klimazoner.
Ordet jungle kommer fra indisk (således sanskrit जगंल jangala = skov).